# Germán Voboril
Germán Ariel Voboril (* 5. Mai 1987 in Lanús) ist ein ehemaliger argentinischer Fußballspieler. Der Abwehrspieler wurde Junioren-Weltmeister 2007 und gewann die Copa Libertadores 2014.

## Karriere

### Verein
Voboril spielte in der Jugend des Club Atlético San Lorenzo de Almagro, bis er 2006 den Sprung von der Jugendmannschaft in die erste Mannschaft schaffte. Im Jahr 2007 gewann er mit San Lorenzo die Clausura.

### Nationalmannschaft
Voboril wurde 2007 in den argentinischen Kader für die Junioren-Fußballweltmeisterschaft in Kanada berufen. Er kam lediglich in der Partie gegen Nordkorea zum Einsatz. Das Turnier gewann Argentinien. 

## Erfolge
San Lorenzo
- Argentinischer Meister: 2007-C, 2013-I

Racing Club
- Argentinischer Meister: 2014
- Copa-Libertadores-Sieger: 2014

Universidad Católica
- Chilenischer Meister:2018

Argentinien U20
- U20-Weltmeister: 2007